# 1023
Năm 1023 là một năm trong lịch Julius.

## Sinh
• 30 tháng 5 - Lý Thánh Tông (李聖宗) là vị hoàng đế thứ ba của hoàng triều Lý nước Đại Việt, trị vì từ tháng 11 năm 1054 đến khi qua đời năm 1072. Trong thời kỳ cầm quyền của mình, Lý Thánh Tông đã đẩy mạnh sản xuất nông nghiệp, khoan giảm hình phạt, đồng thời bảo trợ Phật giáo và Nho giáo (mất 1 tháng 2 năm 1072).